# Adélaïde de Souza
Adélaïde-Marie-Émilie Filleul, dite Adélaïde, comtesse de Flahault de La Billarderie, puis Adélaïde de Souza, ou encore Madame de Flahault, et Madame de Souza, née le 14 mai 1761 à Paris et morte dans la même ville le 19 avril 1836, est une écrivaine, moraliste et salonnière française.

## Biographie
Sa mère est connue sous le nom de Madame Filleul : Marie Irène Catherine du Buisson de Longpré, épouse Filleul, aurait été la maîtresse de Louis XV (étant passée par le Parc-aux-cerfs) ayant de lui une fille, Marie-Françoise Julie Constance Filleul, dite Julie Filleul. Marie Irène Filleul devient ensuite la maîtresse d’un fermier général, Étienne-Michel Bouret qui, selon Jean Orieux, est le véritable père d’Adélaïde ; selon d’autres (dont son petit-fils Charles de Morny), il s’agit là encore du roi. À seize ans, Julie Filleul épouse Abel-François Poisson de Vandières, marquis de Marigny et frère de madame de Pompadour.
Selon Sainte-Beuve, elle perd très tôt ses parents et fait ses études au couvent, lieu qui servira de cadre à certains épisodes de ses romans. Marie Irène Filleul meurt en 1767, et Adélaïde Filleul est prise alors en charge par sa demi-sœur.
À l’âge de dix-huit ans, à sa sortie du couvent, elle épouse le 30 novembre 1779, le comte Charles-François de Flahaut de la Billarderie, sur décision de sa sœur. Il a 36 ans de plus qu’elle et est maréchal de camp, intendant des jardins et du cabinet du roi ; selon elle, le mariage n’est jamais consommé. Les époux résident au Louvre alors en pleine effervescence pré-révolutionnaire où la jeune femme, trop jeune pour apprécier la situation politique, s’ennuie. Elle a alors l’idée d’écrire et commence Adèle de Sénange, l’histoire d’une toute jeune fille, mariée à un homme beaucoup plus âgé qu’elle, qui vit une situation évoquant l’amour impossible de la Princesse de Clèves.
Maitresse de l'Abbé de Périgord (Talleyrand), elle ouvre son salon où le jeune abbé tient la première place durant dix ans, de 1783 à 1792. Ils vivent tous deux quasiment maritalement. Son salon compte également Gouverneur Morris, ministre plénipotentiaire des États-Unis, qui passe l’été 1784 avec elle, William Windham, d’Holbach, Suard, Marmontel, Panckouke, le médecin de la Reine Félix Vicq d'Azyr et bien entendu Talleyrand. Le 21 avril 1785 naît son enfant Charles de Flahault, dont la paternité est généralement attribuée à Talleyrand, parfois à Windham (Morris s'en défendra).
Talleyrand se rapproche, durant les débuts de la Révolution, de Germaine de Staël ; suit une période de brouille avec Adélaïde de Flahault qui s’inquiète de la tournure que prend la Révolution. Celle-ci se cache avec son fils chez Gouverneur Morris durant les massacres de Septembre. Au début de la Terreur, son mari, qui vient de s'évader avec l'aide de son avocat, la laisse partir s'installer en Angleterre ; de son côté, le comte de Flahault, chevaleresque, se rend de lui-même au Tribunal révolutionnaire pour épargner son avocat, et est guillotiné en 1793.
Pour vivre à Londres et payer l’éducation de son fils, elle confectionne des chapeaux. Lord Wycombe la convainc d’écrire un roman ; ce sera Adèle de Senange, inspiré de sa propre histoire et qui connaît un grand succès lors de sa publication en 1794. Elle se rend en Suisse où elle rencontre le ci-devant duc de Chartres qui devient peut-être son amant. Elle le suit à Hambourg où elle retrouve Gouverneur Morris, et où elle rencontre aussi son futur second mari, Dom José Maria de Sousa Botelho Mourão e Vasconcelos, ambassadeur de Portugal au Danemark.
Talleyrand l’aide à rentrer en France fin 1797, puis à la radier de la liste des émigrés. Il fait entrer Charles au ministère de la Marine en 1799. Elle continue à écrire, publiant Émilie et Alphonse en 1799, Charles et Marie en 1802. Elle épouse en secondes noces José Maria de Sousa, lui aussi veuf, riche aristocrate portugais, ambassadeur du Portugal à Paris et illustre mécène littéraire, plus connu comme « Morgado de Mateus », le 17 octobre 1802. Ce dernier renonce à un poste d’ambassadeur en Russie pour rester à Paris, se consacrant aux lettres.
Souza est l'orthographe ancienne du nom Sousa en langue portugaise ; morgado, un titre de courtoisie donné au Portugal aux seigneurs de maison indivisible. Même si « Madame de Souza » est souvent désignée comme « marquise de Souza Botelho » en littérature ou bien par snobisme social, ce titre n'a jamais existé. La confusion vient peut-être du fait que son beau-fils, Dom José Luís de Sousa Botelho Mourão e Vasconcelos, a été créé 1er comte de Vila Real en 1823, ou parce que ces Sousa Botelho descendent, par les femmes et par batardise, du célèbre António Luís de Sousa (en), le conquérant de Madrid pendant la guerre de Succession d'Espagne, le 25 juin 1706.
Adélaïde de Souza fréquente de nouveau les salons pour favoriser la fortune de son fils Charles. Elle va jusqu’à favoriser la liaison de celui-ci avec Hortense de Beauharnais, dont le fruit est Charles de Morny, son petit-fils né en 1811. Elle le marie ensuite à Margaret Mercer Elphinstone, fille de l'amiral Keith ; Charles de Flahault connait par la suite une carrière militaire et politique importante, devenant général de brigade, comte de l'Empire et chargé de missions diplomatiques pour Napoléon Ier.
Avec la chute de l’Empire, Adélaïde de Souza perd de son influence. Elle dissuade son fils de partir avec Napoléon à Sainte-Hélène. Dom José Luís de Sousa meurt à Paris le 1er juin 1825. Il reste surtout connu pour la magnifique édition de luxe des Lusiades, qu'il a payé et fait imprimer de son vivant à Paris. Madame de Souza se retire alors de la vie mondaine et reporte une partie de son affection vers son unique petit-fils, qu’elle élève (lui-même l’éminence grise de son demi-frère Napoléon III). Elle est enterrée au cimetière du Père-Lachaise à Paris (20e division) auprès de son mari portugais, qui, lui, sera ramené dans sa patrie en 1964, et reste inhumé depuis lors à son palais de Mateus, près de Vila Real.

## Œuvre
Adélaïde de Souza a écrit un grand nombre de romans dont le plus important est Adèle de Senange. Chénier a dit d’elle qu’elle était de ces femmes « qui figurent avec le plus de distinction parmi les romanciers modernes ». Sainte-Beuve a procédé à une édition de ses œuvres en 1843 ; Léon Tolstoï évoque ses romans à plusieurs reprises dans Guerre et Paix.

### Romans
- Adèle de Senange, ou Lettres de Lord Sydenham, Londres, 1794, deux volumes[5] ; Genève, Slatkine Reprints, 1995
- Émilie et Alphonse ou le Danger de se livrer à ses premières impressions, Hambourg, P. F. Fauche ; Paris, Charles Pougens, 1799
- Charles et Marie, 1802
- Eugène de Rothelin, Londres, Dulan, 1808
- Eugénie de Revel : souvenirs des dernières années du dix-huitième siècle, Lille, L. Lefort, 1853
- Eugénie et Mathilde, ou, Mémoires de la famille du comte de Revel, Paris, F. Schoell, 1811
- La Comtesse de Fargy, Paris, Alexis Eymery, 1823
- La Duchesse de Guise, ou intérieur d’une famille illustre dans le temps de la Ligue ; drame en trois actes, Paris, C. Gosselin, 1832
- La Pensionnaire mariée, comédie-vaudeville en un acte, [S.l.s.n.], 1835
- Mademoiselle de Tournon, Paris, Firmin Didot, 1820
- Œuvres complètes de Madame de Souza, Paris, Garnier, 1865